# Dentro un'altra estate
Dentro un'altra estate è un brano musicale scritto ed interpretato da Luca Dirisio. Il brano debutta nella classifica EarOne al trentaduesimo posto affermandosi come highest new entries (nuova entrata più alta della settimana per numero di passaggi e incremento di ascolti in radio).

## Il brano
Dentro un'altra estate è stato distribuito per l'airplay radiofonico il 6 luglio 2012, mentre è stato reso disponibile per il download digitale il 10 luglio 2012. Durante un'intervista rilasciata al TGcom, Luca Dirisio ha parlato del brano, dicendo che "L'ispirazione per Dentro un'altra estate è venuta una sera d'istinto, ma ovviamente è anche ispirata all'estate".

## Il video
Il video musicale di Dentro un'altra estate, girato a Pescara, è stato pubblicato sul canale YouTube della Universal Records il 13 luglio 2012 alle ore 12:00, benché fosse stato presentato in anteprima sul sito del TGcom già il giorno prima. Parlando del video, lo stesso Dirisio ha rivelato
(Luca Dirisio)

## Tracce
Download digital
1. Dentro un'altra estate - 3:14